# قعرية (عدد كم)
القعرية (بالإنجليزية: Bottomness)‏ هي خاصية للجسيمات توصف بعدد عدد كم نكهة (رمزه {\displaystyle B'} لتفادي الالتباس مع العدد الباريوني {\displaystyle B}) معرف بالفارق بين عدد كواركات القعري (
b
) وضديد كواركات القعري (
b
) الموجودة في الجسيمات:
{\displaystyle B'=-(n_{\mathrm {b} }-n_{\bar {\mathrm {b} }})}
حيث يمثل {\displaystyle n_{\mathrm {b} }} عدد كواركات القعري (
b
) ويمثل {\displaystyle n_{\bar {\mathrm {b} }}} عدد ضديد كواركات القعري (
b
).
إتُفِق على أن تكون علامة أعداد كم النكهة نفس علامة الشحنة الكهربائية التي يحملها كوارك النكهة الموافق. بالتالي فإن كوارك القعري الذي يحمل شحنة كهربائية {\displaystyle Q=-{\frac {1}{3}}}، يحمل لذلك عدد كم قعرية {\displaystyle B'=-1}. وبما أن الكوارك القعري الضديد لديه شحنة معاكسة{\displaystyle Q=+{\frac {1}{3}}}، فبالتالي فإن عدد كم نكهته هو {\displaystyle B'=+1}.
نادرا ما يستخدم الفيزيائيون هذا المصطلح. حيث يشير أغلبهم بكل بساطة إلى «عدد كواركات القعري» و «عدد ضديد كواركات القعري».

## إنحفاظ القعرية
ككل أعداد الكم المتعلقة بالنكهة، يتم حفظ القعرية في التأثر الشديد والتأثر الكهرومغناطيسي، ولكن ليس عند التأثر الضعيف (انظر مصفوفة CKM). وبالتالي، لا يمكن لأخف الجسيمات التي تحتوي على كوارك قعري أن تضمحل عبر التأثر الشديد، ويجب بدلا من ذلك أن تضمحل عبر التأثر الضعيف الأبطأ منه بكثير.
ففي الإضمحلال الضعيف من الرتبة الأولى، وهي التفاعلات التي تنطوي على إضمحلال كوارك واحد فقط، يمكن للقعرية أن تتغير بدرجة واحدة فقط ({\displaystyle \Delta B'=\pm 1,0}). وبما أن التفاعلات من الرتبة الأولى هي أكثر شيوعا من تفاعلات الرتبة الثانية (التي تشمل إضمحلال كواركين إثنين)، فإنه يمكن أن تستخدم بمثابة «قاعدة إنتقاء» تقريبية للإضمحلال الضعيف.

## وصلات خارجية
- Lessons in Particle Physics Luis Anchordoqui and Francis Halzen, University of Wisconsin, 18th Dec. 2009